# PCX
A PCX az egyik legrégibb, grafikus képek tárolására szolgáló számítógépes fájlformátum.

## Verziók
Több verziója is létezik fekete-fehér, illetve 16 bites színfelbontású képek tárolására. 2.5-ös verziójától már képpontonként 8 bites, 3.0 verziójától már képpontonként 24 bites színmélységű képek tárolására is képes. A PCX fájlok verzióját a fájl fejlécének a második byte-ja határozza meg.

## Tulajdonságai
RLE képtömörítést alkalmaz, de lehetővé tesz tömörítetlen tárolást is.
A Windows operációs rendszerek az integrált Paintbrush program miatt támogatják ezt a formátumot, míg a többi operációs rendszer inkább a fejlettebb, nyílt formátumok (PNG, JPEG) használatát támogatja.

## A PCX fájl felépítése

### Általános felépítés
- Fejléc (128 byte)
- Képadatok
- Színpaletta (opcionális, csak 256 szín esetén)

### Fejléc
A PCX fájlok, a verziójuktól függetlenül, egy 128 byte hosszú fejléccel kezdődnek.
| offset | byte-ok száma | jelentés |
| ------ | ------------- | --- |
| 0      | 1             | Azonosító: 10 (0AH) = PCX-Fájl |
| 1      | 1             | PCX-File Verziója: 0 = Version 2.5 2 = Version 2.8 színpalettával 3 = Version 2.8 színpaletta nélkül 4 = Windows színpaletta nélkül 5 = Version 3.0 |
| 2      | 1             | Tömörítés 0 = nincs 1 = RLE-Kódolás |
| 3      | 1             | Pixelenkénti bitek száma |
| 4      | 8             | Az eredeti kép koordinátái XMIN, YMIN, XMAX, YMAX                                                                                                   |
| 12     | 2             | Vízszintes felbontás DPI-ben (dots per inch) |
| 14     | 2             | Függőleges felbontás DPI-ben (dots per inch) |
| 16     | 48            | Színtérkép a színpaletta definíciójával. 16*3 byte-os mezőkként.                                                                                    |
| 64     | 1             | foglalt byte (0-ra kell beállítani) |
| 65     | 1             | A színsíkok száma, maximum 4 |
| 66     | 2             | A kép egy sorát megadó byte-ok száma (páros számnak kell lennie)                                                                                    |
| 68     | 2             | Színpaletta-információ 1 = Fekete-fehér 2 = Szürkeárnyalatos                                                                                        |
| 70     | 2             | A kép szélessége pixelben |
| 72     | 2             | A kép magassága pixelben |
| 74     | 54            | Üres (a 0 értéket tartalmazó) byte-ok a fejléc kitöltéséhez                                                                                         |

### Képadatok
Ha nem alkalmazunk tömörítést, akkor minden egyes byte egy index (hivatkozás) a színpaletta megfelelő bejegyzésére, ami az adott byte-hoz tartozó szín RGB értékeit megadja. Tömörítés alkalmazása esetén előfordulhatnak olyan byte-ok is, amelyek azt határozzák meg, hogy az őket követő byte által a színpalettából kijelölt színt hányszor kell megismételni. Ez a tömörítési forma különösen akkor hatékony, ha a grafikus képen nagyobb összefüggő egyszínű területek vannak. A hosszúságot megadó byte-okat arról lehet megismerni, hogy a két legmagasabb bitjük be van állítva. A fennmaradó 6 bit határozza meg a hosszúságot, így a megadható maximális hosszúság 63 byte. Ha egy szín nem ismétlődik meg, tehát a hosszúság 1 lenne, akkor nem szükséges a hosszúságot megadó a színt megadó byte előtt, kivéve ha a szín indexének az értéke 192 vagy ennél nagyobb szám lenne, mert ilyenkor elé kell írni a 193-at, hiszen egyébként ezt az indexet hosszúságot megadó byte-ként kellene értelmeznünk.

### Színpaletta
A több mint 16 színt tartalmazó színpalettákat a képadatok után találjuk. Ebben az esetben a képadatokat és a palettát egy, a 12-es értéket tartalmazó byte választja el egymástól. Ezután a byte után következnek egymás után minden egyes színnek megfelelően az adott szín RGB értékei (az színek indexelésének megfelelő sorrendben).

## Története
Keletkezése a ZSoft cég nevéhez fűződik, a legendás Paintbrush programban alkalmazták először 1982-ben. Mivel a Paintbrush program később a Windows részévé vált, ezért ez a fájlformátum igen gyorsan és széles körben elterjedt. Jóllehet szinte minden grafikus támogatja, jelentősége egyre csökken.
E formátum jellemzően a számítógépes technika fejlődésével együtt fejlődött. Fejléce kezdetben csak 16 színű palettát tett lehetővé (a néhai EGA paletta). A járulékos színinformáció a hátrafelé való kompatibilitás miatt a fájl végén tárolódik. A PCX fájlt feldolgozó programok kénytelenek ezt a színinformációt a fájl végén keresni, ráadásul az ott tárolt helye sem egyértelmű, mert többfajta színskála használata engedélyezett (32, 64, 128 és 256 byte-os).